# Geoff Tate
Jeffrey Wayne Tate (* 14. ledna 1959 Stuttgart, Německo), známý jako Geoff Tate, je americký zpěvák narozený v Německu. Nejvíce se proslavil jako zpěvák americké kapely Queensrÿche, v níž působil od jejího založení v roce 1981 až do roku 2012. Na výsluní se skupina dostala v roce 1988 vydáním konceptuálního alba Operation: Mindcrime. To se později stalo jedním z nejvýznamnějších děl historie heavy metalu a progresivního metalu.
Po svém odchodu z Queensrÿche začal Tate vystupovat jednak sólově a jednak se svým projektem Operation: Mindcrime, který Tate v roce 2018 rozpustil a založil sólovou skupinu pod svým jménem. Od roku 2016 je též součástí metalové opery Avantasia. Tateova dcera Emily Tate je též zpěvačkou, působí ve své kapele Till Death Do Us Part.

## Život a kariéra
Tate se narodil ve Stuttgartu v tehdejším Západním Německu americkým rodičům. Krátce po jeho narození se s rodiči přestěhoval do amerického města Tacoma ve Washingtonu. Tate původně chtěl být fotbalistou, dokud neutrpěl zranění kolena. Tate měl zájem o hudbu od raného věku, zejména o symfonická díla. Po absolvování střední školy v roce 1977 se zapsal na komunitní vysokou školu, ale po roce ji opustil.

### Queensrÿche (1981–2012)
Tate nejprve začínal v místní cover kapele Tyrant. V té době Tate používal jméno „Jeff Waterfall“ a předváděli cover verze od Van Halen a Rainbow. Poté, co prohráli s kapelou místní soutěž "Battle of the Bands", která později změnila svůj název na Fifth Angel se rozešel Tyrant a Tate přešel do progresivní kapely Babylon. Mezitím, co byl Tate v Babylonu byl požádán, aby zpíval s cover kapelou The Mob (později Queensrÿche) na místním rockovém festivalu. Poté, co se Babylon rozpadl Tate odešel do skupiny The Mob. Po několika vystoupeních, ale odešel, protože neměl zájem hrát cover verze heavy metalu. Tate se poté připojil k progmetalové skupině Myth jako hlavní zpěvák a klávesista.
v roce 1981 The Mob znovu vyzval Tatea, tentokrát k nahrání demo kazety, kterou přijal a přesvědčil své kolegy z kapely v Myth, že získání profesionálních nahrávacích zkušeností by jim v budoucnu prospělo. Mezitím The Mob už měli sadu písní, ale jedna píseň zůstala stále bez textu. Tate byl požádán, aby napsal text k této písni, která se stala písní 'The Lady Wore Black'. Demo kazeta byla široce rozšířena a byla vydána jako EP v roce 1982 na 206 Records label. V této době byl název The Mob změněn na Queensrÿche a Tate opustil Myth, aby se stal stálým zpěvákem Queensrÿche.
V létě 1983 Queensrÿche byla podepsána s EMI se smlouvou na 15 let a zahrnující sedm alb. EMI znovu vydalo EP Queensrÿche s mírným úspěchem a dosáhlo na 81. místo v žebříčku Billboard 200, kterého se nakonec prodalo přes 500 tisíc kopií a stalo se zlatým albem v USA.

### Vyhazov z Queensrÿche, soudní spory a vyrovnání (2012–2014)
V dubnu 2012 před zvukovou zkouškou v São Paulu se Tate pohádal s ostatními členy. Důvod sporů mezi Tatem a zbytkem členů skupiny byl vyhazov Tateovi manželky Susan jako manažerky skupiny a jeho nevlastní dcery Mirandu z vedení fanklubu. Podle Wiltone důvody byly, že "poslední 3 roky v podstatě došlo k tomu, že jsme už v kapele neměli hlas. Všechno to řídil zpěvák a jeho manželka." Tato konfrontace se rozhořela, což vedlo k tomu, že Tate oplatil tím, že přehodil bicí soupravu Rockenfielda hodil několik úderů a fyzicky napadl, a plival na Rockenfielda a Wiltona. V průběhu dalších tří vystoupení kapely měli Wilton, Rockenfield a Jackson pocit, že se Tate nadále choval špatně a dospěli k závěru, že již nemohou pracovat nebo vystupovat s Tatem. Kapela svolala na začátku června 2012 schůzku z kterého se Tate odmítl zúčastnit po kterém ostatní členové kapely hlasovali pro „zvažování vyloučení Geoffa Tatea z kapely a nadále používat jméno Queensrÿche s novým zpěvákem“.
Tate a jeho manželka podali žalobu u soudu v Seattlu proti svým bývalým spoluhráčům a tvrdili, že byl z kapely nezákonně vyhozen. Rovněž požádali o vydání předběžného opatření, které by bránilo jak žalobcům, tak žalovaným v používání názvu Queensrÿche. Mezitím 20. června 2012 skupina oznámila, že Tate byl vyhozen ze skupiny a nahradili ho zpěvákem Toddem La Torrem. V červenci 2012 soud Seattle tento návrh zamítl, stejně jako návrh na vydání předběžného zkráceného rozsudku podaný obžalovanými. Soud rozhodl, že obě strany mohou používat značku Queensrÿche, dokud soudní rozhodnutí nebo dohoda nezařídí jinak.  V důsledku toho měly obě strany od června 2012 do dubna 2014 kapelu, která používala název a značku Queensrÿche; tyto dvě skupiny byly zbývající členové v čele s La Torre a Tate se svou vlastní sestavou.
28. dubna 2014 veřejnosti bylo odhaleno, že Rockenfield, Wilton a Jackson získali výhradní práva k ochranné známce Queensrÿche a že Tate obdržel práva na Operation: Mindcrime. 

### Frequency Unknowna skupina Operation: Mindcrime (2013–2017)
Po jeho propuštění a při čekání na výsledek urovnání nebo soudního rozhodnutí, které rozhodne o tom, kdo nakonec získá přístup ke jménu Queensrÿche, Tate oznámil svou vlastní sestavu pod názvem „Queensrÿche“.
V sestavě původně působili baskytarista Rudy Sarzo (Quiet Riot, ex-Ozzy Osbourne), bubeník Bobby Blotzer (ex-RATT), kytarista Glen Drover (ex-Megadeth) a dva Tateovi bývalí spoluhráči z kapely Myth, kytarista Kelly Gray a klávesista Randy Gane. Drover opustil kapelu 23. listopadu 2012 a dne 25. ledna 2013 bylo oznámeno, že jeho náhradou bude Rudyho bratr kytarista Robert Sarzo, zatímco Blotzera za bicími nahradil Simon Wright (ex-AC/DC, ex-Dio), který od té doby zůstal.
V dubnu 2013 Tateův Queensrÿche vydal album Frequency Unknown přes vydavatelství Cleopatra Records. Mezitím se skupina vydala na 25. výročí turné alba Operation: Mindcrime, které trvalo od dubna 2013 do září 2014 převážně po jihozápadě USA. Dokud Tate neztratil značku Queensrÿche ve prospěch svých bývalých kolegů z kapely, tak vystupovali od dubna 2014 po zbytek turné jako sólová skupina Tatea a poté přejmenoval kapelu na Operation: Mindcrime.
V roce 2015 podepsala skupina Operation: Mindcrime smlouvu s Frontiers Records. Tate prozradil, že má v plánu vydat koncepční trioligii alb. Debutové album triologie vyšlo v září 2015 pod názvem The Key a získalo pozitivní recenze. V září 2016 vyšlo druhé album triologie s názvem Resurrection, které také obdrželo pozitivní recenze. V té době se stal součástí metalového projektu Tobiase Sammeta Avantasia. V prosinci 2017 vyšlo třetí a poslední album triologie pod názvem The New Reality, kdy po tomto albu Tate skupinu rozpustil a vydal se sólovou dráhu. Tate plánoval pokračovat ve spolupráci s mnoha lidmi a řekl: "Rád pracuji s, víte, ve smyslu spolupráce, s různými lidmi. A už nikdy nechci být v kapele.

### Sólová kariéra (2002, 2012 a 2017–dosud)
V červnu 2002 Tate vydal pod svým jménem debutové sólové album Geoff Tate. V listopadu 2012 vydal Tate svou druhou sólovou desku přes Inside Out Music s názvem Kings and Thieves. 
Tateova sólová kapela byla ze začátku poslední sestava z Operation: Mindcrime kytarista Kelly Gray, klávesista Randy Gane, baskytarista Tim Fernley, bubeník Simon Wright a kytarista Scott Moughton. Z kapely chvíli poté, odešel Simon Wright, kterého nahradili různí dočasní bubeníci jako Brian Tichy nebo Felix Bohnke. Potom odešel i Kelly Gray, Randy Gane a Tim Fernley. Tate je nahradil mladými hudebníky jako bubeníkem Danielem LaVerdem, kytaristou Dario Parentem, baskytaristou Jackem Rossem a klávesistou Brunem Sa. Z poslední sestavy z Operation: Mindcrime nakonec v roce 2020 odešel kytarista Scott Moughton a nahradil ho James Brown.

## Členové kapely Geoff Tate Band

#### Současná sestava
- Geoff Tate – zpěv (2018–dosud)
- Dario Parente – rytmická kytara (2018–dosud)
- Jack Ross – baskytara, doprovodný zpěv (2018–dosud)
- Bruno Sa – klávesy (2018–dosud)
- Daniel LaVerde – bicí (2018–dosud)
- James Brown – sólová kytara, doprovodný zpěv (2020–dosud)

#### Bývalí členové
- Kelly Gray – rytmická kytara (2017–2018)
- Randy Gane – klávesy (2017–2018)
- Simon Wright – bicí (2017–2018)
- Tim Fernley – baskytara (2017–2018)
- Brian Tichy – bicí (2018)
- Felix Bohnke – bicí (2018, 2019, 2025)
- Scott Moughton – sólová kytara, doprovodný zpěv (2017–2020)

## Diskografie

#### Sólová alba
- Geoff Tate (2002)
- Kings & Thieves (2012)

#### Geoff Tate's Queensrÿche
- Frequency Unknown (2013)

#### Operation: Mindcrime
- The Key (2015)
- Resurrection (2016)
- The New Reality (2017)